# NK Kiseljak, Kiseljak kod Tuzle
NK Kiseljak je bosanskohercegovački nogometni klub iz mjesta Kiseljaka kraj Tuzle. Osnovan je 1957. godine kao FK Partizan. Klupske boje su žuta i crna.